# Tarentaine
La Tarentaine, ou Trentaine dans sa partie amont, est une rivière française du Massif central, affluent de rive droite de la Rhue et sous-affluent de la Dordogne.

## Géographie
Pour le Sandre, la Tarentaine est une rivière dont la partie amont se nomme la Trentaine.
Au cœur du parc naturel régional des Volcans d'Auvergne, la Trentaine prend sa source vers 1 785 m d’altitude en Auvergne-Rhône-Alpes dans le département du Puy-de-Dôme, sur la commune de Chambon-sur-Lac, dans les monts Dore sur les pentes sud-ouest du puy Ferrand, entre celui-ci et le puy Gros.
Elle s'écoule à travers le plateau de l’Artense, passant à deux kilomètres au nord-ouest du village de Picherande puis sous la route départementale (RD) 203. Elle reçoit ensuite sur la gauche le ruisseau de Taraffet, juste avant de chuter à la cascade du gouffre de Pierrot.
Elle passe sous la RD 88 au pont de Plaine et son cours est arrêté par le barrage de la Tarentaine, près de Brimessanges. Après celui-ci, elle est grossie par le ruisseau de l'Eau verte sur sa gauche peu après le lieu-dit la Vassin. La Trentaine reçoit presque aussitôt en rive droite la branche-mère de la Tarentaine et le cours d'eau continue sous le nom de Tarentaine. Sur environ cinq kilomètres, son cours sépare les départements du Puy-de-Dôme au nord et du Cantal au sud. Elle pénètre ensuite dans le Cantal et passe sous la RD 622 au pont du Moulin des Ânes, puis sous la RD 49 et reçoit sur sa gauche le Tact.
Elle arrose ensuite l'ouest du bourg de Champs-sur-Tarentaine, passant sous la RD 679 et, deux kilomètres plus loin vers le sud-ouest, rejoint la Rhue en rive droite, à 458 mètres d'altitude, près du pont de Lourseyre.
L'ensemble Trentaine-Tarentaine est long de 35,3 km pour un bassin versant supérieur à 166 km2 (surface du bassin à Champs-sur-Tarentaine).
Son nom se retrouve dans celui de la commune de Champs-sur-Tarentaine-Marchal.

### Affluents
Parmi les seize affluents répertoriés par le Sandre, les trois plus longs se situent en rive gauche :
- le ruisseau de Taraffet avec 13,5 km[4] ;
- le ruisseau de Neuffonds (ou ruisseau de l'Eau verte dans sa partie aval), 21,2 km[5] ;
- le Tact, 14 km[6].

Pour le Sandre, la branche-mère de la Tarentaine, longue de 6,4 km, est considérée comme  un des affluents de rive droite du cours d'eau principal, la Trentaine qui, à partir de leur confluent, continue sous le nom de Tarentaine.

### Hydrologie
Le 24 décembre 1968, la station hydrologique de Champs à Champs-sur-Tarentaine-Marchal (qui n'a fonctionné que de 1962 à 1968) a enregistré un débit maximal journalier de 96 m3/s.
Le débit moyen de la rivière a toutefois fortement chuté depuis la mise en service des aménagements hydroélectriques de la haute Tarentaine. Une dérivation à partir d'un barrage en amont prélève en effet la majorité du débit de la Tarentaine et du ruisseau de l'Eau verte pour les renvoyer dans les retenues de Lastioulles, réalisées depuis le ruisseau, le Tact.
De 1962 à 1968, le débit moyen annuel mesuré à Champs-sur-Tarentaine était de 5,9 m3/s pour un bassin versant de 166 km2. De 1971 à 1986, le débit mesuré au lieu-dit la Vassin (pour un bassin versant moindre, s'étendant sur 93 km2) n'était que de 0,73 m3/s.

### Communes et départements traversés
Le parcours de la Tarentaine s'effectue à l'intérieur de deux départements de la région Auvergne-Rhône-Alpes. Elle arrose sept communes :
- Puy-de-Dôme :
  - Chambon-sur-Lac (source) ;
  - Chastreix ;
  - Picherande ;
  - Saint-Donat ;
  - Cros.

- Cantal :
  - Lanobre ;
  - Champs-sur-Tarentaine-Marchal (confluent).

## Monuments ou sites remarquables à proximité
- La cascade du gouffre de Pierrot à Saint-Donat ;
- Les marmites de géant au pont du Diable, en limites de Lanobre et Champs-sur-Tarentaine-Marchal.

## Galerie

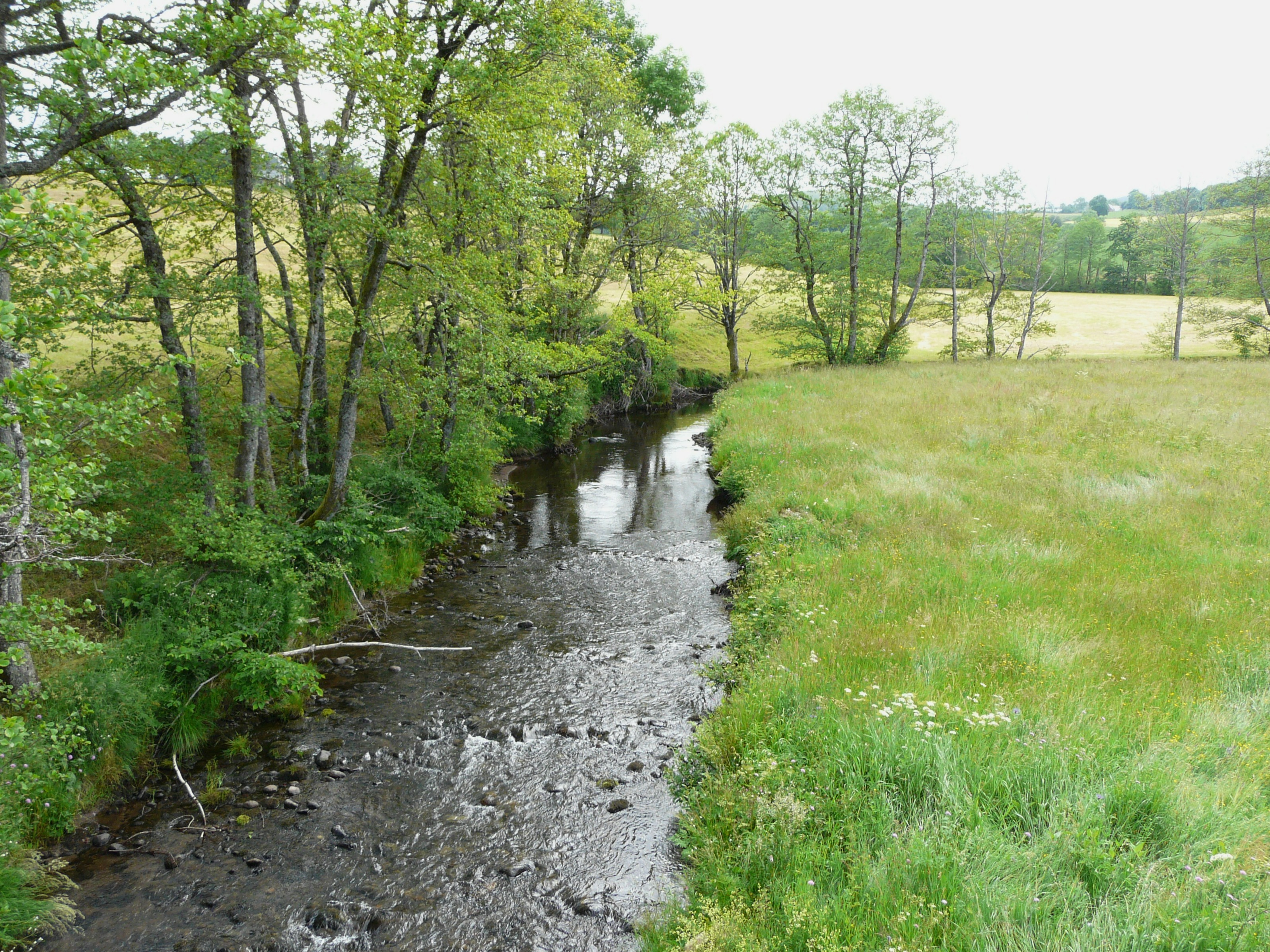
La Trentaine en limites de Saint-Donat et Picherande (RD 203).
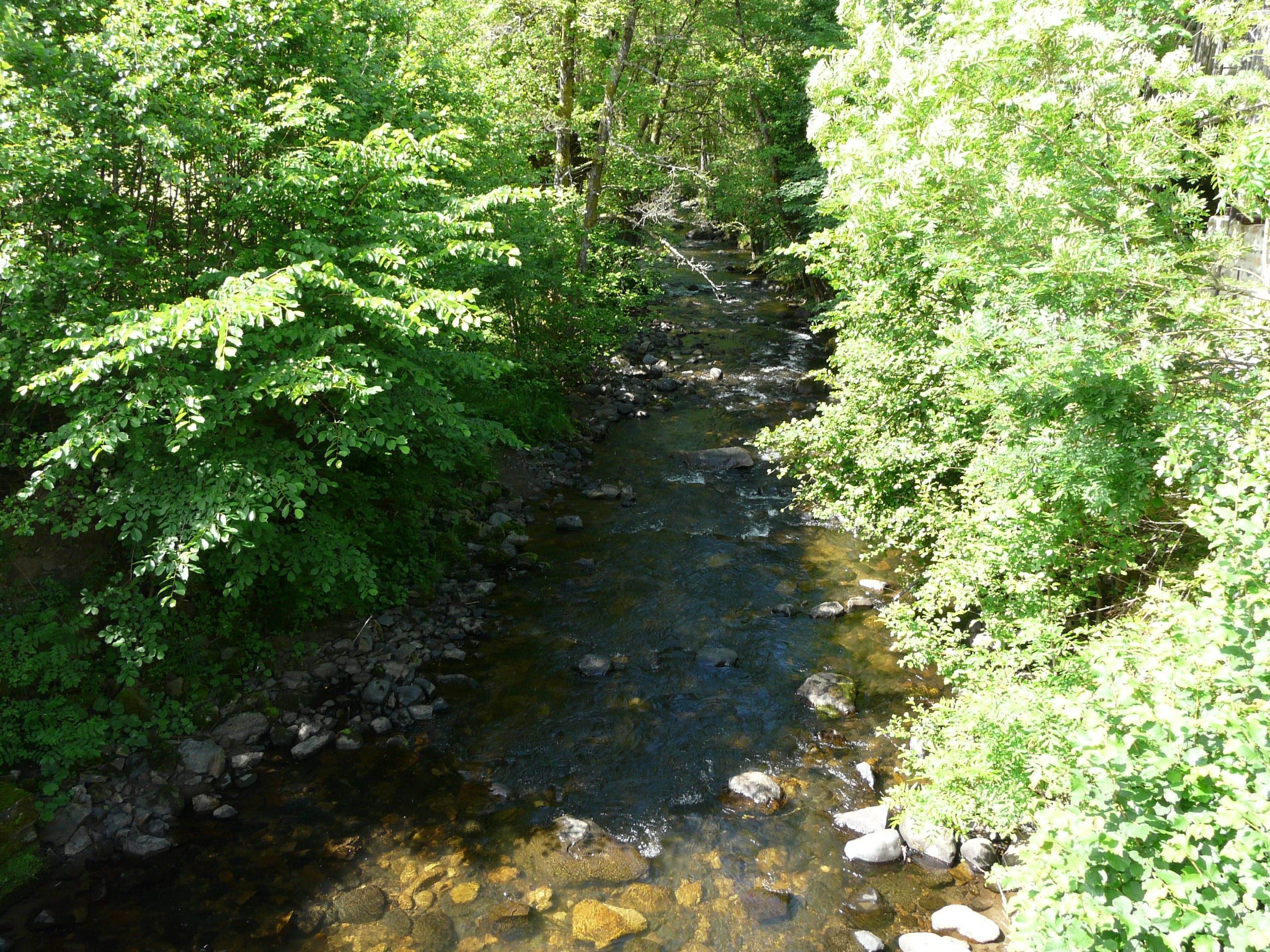
La Trentaine à Saint-Donat (RD 88).
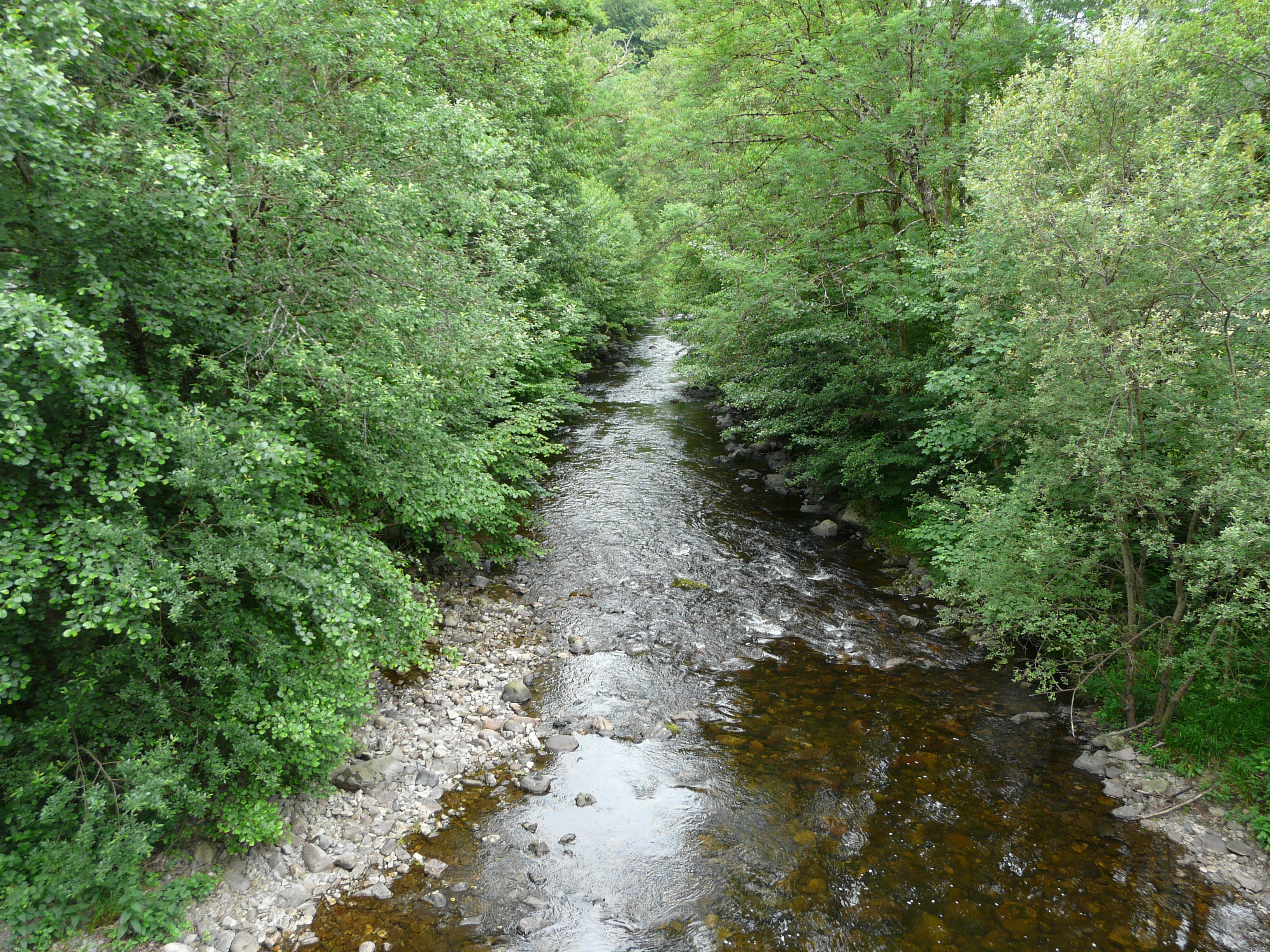
La Tarentaine à Champs-sur-Tarentaine (RD 679).